# دفتر مطالعات و برنامه‌ریزی رسانه‌ها

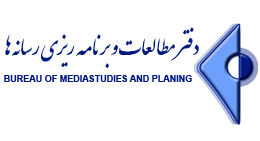
لوگوی دفتر مطالعات و برنامه ریزی رسانه ها

دفتر مطالعات و برنامه‌ریزی رسانه‌ها یکی از زیر مجموعه‌های معاونت‌های وابسته به وزارت فرهنگ و ارشاد اسلامی است. نام این دفتر تا سال ۱۳۸۳ «مرکز مطالعات و تحقیقات رسانه‌ها» بود. این مرکز، در سال ۱۳۸۳ به دنبال سیاست‌های جدید دولت و با توجه به تغییر و تحولات در حوزه تکنولوژی‌های نوین ارتباطی و اطلاعاتی، به «دفتر مطالعات و توسعه رسانه‌ها» و در سال ۱۳۸۵ به «دفتر مطالعات و برنامه‌ریزی رسانه‌ها» تغییر نام 
داد.
دفتر مطالعات و برنامه‌ریزی رسانه‌ها در سال ۱۳۶۸ زیر نظر معاونت امور رسانه ای و تبلیغات وزارت فرهنگ و ارشاد اسلامی بنیاد نهاده شد. در سال ۱۳۷۵ براساس سیاست‌های کلی دولت و به منظور هماهنگی بیشتر بین نهادهای آموزشی و تحقیقاتی، دفتر گسترش آموزش رسانه‌ها با مرکز مطالعات و توسعه رسانه‌ها ادغام شد.
این دفتر به منظور تشویق، تحقیق و گسترش آموزش در زمینه ارتباطات اجتماعی با تأکید خاص بر مطبوعات و روزنامه‌نگاری شکل گرفته‌است. مدیران این مرکز از گذشته تاکنون هادی خانیکی، رجبعلی مزروعی، محسن اسماعیلی، محمدمهدی فرقانی، شعبانعلی بهرامپور، ابراهیم شمشیری، محمدمهدی انصاری، محمد سلطانی‌فر، حمید ضیایی‌پرور و  گیتا علی‌آبادی بوده‌اند و  در حال حاضر محمد آقاسی مدیرکل این دفتر است.

## شرح وظایف
شرح وظایف دفتر مطالعات و برنامه‌ریزی رسانه‌ها به شرح زیر است:
1. مطالعه و بررسی کمی و کیفی جریان اطلاعات در رسانه‌های کشور؛
2. مطالعه و بررسی میزان تأثیرپذیری رسانه‌های ایران از جریان بین‌المللی اطلاعات؛
3. مطالعه و بررسی تأثیرات فرهنگی مستقیم و غیرمستقیم ناشی از جریان بین‌المللی اطلاعات؛
4. نیازسنجی‌های مستمر از مسئولان، کارشناسان و دست‌اندرکاران امر رسانه‌ها به‌منظور تعیین محورها و موضوعات پژوهشی؛
5. پژوهش در حوزه سیاستگذاری و برنامه‌ریزی رسانه‌ها؛
6. پژوهش در زمینه چگونگی ارتقاء سطح کیفی و حرفه‌ای رسانه‌ها و جایگاه رسانه‌ها در فرهنگ عمومی؛
7. پژوهش در زمینه چگونگی افزایش اعتماد مردم به رسانه‌ها؛
8. پژوهش در زمینه تکنولوژی‌های جدید و مورد نیاز، جمع‌آوری، پردازش، تولید و انتشار اطلاعات در حوزه رسانه‌ها؛
9. تهیه و تنظیم سیر تطور تاریخ مطبوعات ایران و مستندسازی وقایع مربوط؛
10. انجام هماهنگی‌های لازم در زمینه انتشار کتاب، مجموعه مقالات، گزارش‌های پژوهشی و نشریات تخصصی در حوزه‌های آموزشی و پژوهشی رسانه؛
11. شناخت و تعیین شاخص‌های ارزیابی رسانه‌ها؛
12. ارتباط مستمر با دانشگاه‌ها، مؤسسات آموزش عالی و مراکز تحقیقاتی به‌منظور شناسایی محققان در زمینه‌های مطالعاتی و پژوهشی مورد نظر؛
13. ارائه راهکارهای لازم به‌منظور ارتقای دانش عمومی و تخصصی در حوزه ارتباطات و مطبوعات؛
14. ایجاد، توسعه و بروز رسانی مرکز اطلاع‌رسانی ارتباطات با تأکید بر مطبوعات و تبلیغات؛
15. حمایت مادی و معنوی از محققان، مراکز و انجمن‌های تخصصی، طرح‌های تحقیقاتی و پایان‌نامه‌ها در حوزه ارتباطات؛
16. برگزاری همایش‌های علمی و کاربردی به‌منظور آشنایی با آخرین دستاوردها و تبادل اطلاعات در زمینه رسانه‌ها؛
17. همکاری و حضور در مجامع تحقیقاتی داخلی؛
18. گردآوری و بررسی اطلاعات مربوط به امکانات و نیازهای آموزشی در حوزه ارتباطات؛
19. برنامه‌ریزی برای تربیت نیروی انسانی متخصص و رشد استعدادها در زمینه فعالیت‌های خبری، مطبوعاتی و اطلاع‌رسانی، تبلیغاتی؛
20. تهیه ضوابط، آیین‌نامه‌ها و دستورالعمل‌های صدور مجوز فعالیت آموزش‌های آزاد روزنامه‌نگاری و نظارت بر فعالیت آن‌ها؛[۷]

## ارکان
ارکان دفتر مطالعات و تحقیقات رسانه‌ها به شرح زیر است:

### معاونت پژوهشی
معاونت پژوهشی به عنوان یکی از تخصصی‌ترین واحدهای تحقیقاتی حوزه ارتباطات توانسته ضمن جمع‌آوری کارشناسان خبره در حوزه پژوهش و تحقیق، ارتباط دائم و مستمری را با استادان دانشگاهی برقرار ساخته و از نظرات روشنگرانه آنها بهره‌ جوید. این بخش با ارائه طرحها و سفارش‌های تحقیقاتی در زمینه تحقیقات بنیادی، تحقیقات آسیب‌ شناسانه، تحلیل محتوا، تحقیقات ویژه؛ و حمایت از پایان‌نامه‌های کارشناسی ارشد و دکترا در زمینه ارتباطات و حوزه‌های وابسته و… کار هدایت و نظارت بر تحقیقات را برعهده دارد.

### معاونت آموزشی
به منظور بالا بردن سطح علمی و دانش تخصصی دست‌اندرکاران مطبوعات، در بخش آموزش این دفتر دوره‌های آموزشی کوتاه مدت روزنامه‌نگاری و گرافیک مطبوعاتی در قالب دو نیمسال تحصیلی برگزار می‌شود.
دانشجویان در هر گرایش ۲۰ واحد درسی را در طول دو ترم تحصیلی فرا می‌گیرند. در این دفتر از بدو تأسیس تا کنون ۷۶ دوره آموزشی برگزار شده و بیش از ۱۴۶۰ نفر فارغ‌التحصیل شده‌اند. در پایان دوره به دانش آموختگان این دفتر مدرک مورد تأیید وزارت فرهنگ و ارشاد اسلامی اعطاء می‌گردد. تا کنون انجمن دانش آموختگان دفتر مطالعات و تحقیقات رسانه‌ها تشکیل نشده‌است.

#### مباحث درسی رشته روزنامه‌نگاری
مباحث درسی ارائه شده در رشته‌های روزنامه‌نگاری و گرافیک مطبوعاتی عبارت‌اند از:
رشته روزنامه‌نگاری ترم اول:
خبر نویسی، مصاحبه، گرافیک و صفحه‌آرایی، عکاسی خبری حقوق مطبوعات و شیوه نگارش فارسی در مطبوعات.
ترم دوم:
گزارش‌نویسی، ویراستاری و مدیریت اخبار، مقاله‌نویسی، حقوق و مسئولیت‌های اجتماعی روزنامه‌نگاران و روزنامه‌نگاری آنلاین.

#### مباحث درسی رشته گرافیک مطبوعات
رشته گرافیک مطبوعاتی ترم اول:
صفحه‌آرایی، تکنیک‌های طراحی، مبانی گرافیک، مفاهیم اساسی روزنامه‌نگاری و مبانی عکاسی.
ترم دوم:
صفحه‌آرایی با نرم‌افزارهای حرفه‌ای، طراحی تخصصی، عکاسی خبری، تصویرسازی در مطبوعات و چاپ و نشر.

#### دوره‌های آموزش فشرده
برگزاری دوره‌های فشرده استانی برای آموزش علمی و افزایش توان حرفه‌ای کادر تحریریه نشریات شهرستان‌ها، خبرگزاری‌ها، نمایندگان دفاتر روزنامه‌های کثیرالانتشار و کارکنان ادارات روابط‌عمومی و همچنین دوره‌های آموزش فشرده برای اعضای تحریریه نشریات و خبرگزاری‌ها در تهران که متقاضی این دوره به‌طور اختصاصی باشند، برگزار می‌شود. این دفتر تا کنون حدود ۷۵ دوره آموزشی فشرده و کوتاه مدت برای استان‌های مختلف و سازمان‌ها برگزار کرده‌است.

#### دبیرخانه آموزشگاه‌های آزاد روزنامه‌نگاری و گرافیک مطبوعاتی
به منظور بسط و گسترش دانش روزنامه‌نگاری و در راستای سیاست‌های خصوصی‌سازی، در سال ۱۳۸۴ دبیرخانه آموزشگاه‌های آزاد روزنامه‌نگاری و گرافیک مطبوعاتی در معاونت آموزشی تشکیل گردید که کار رسیدگی، صدور مجوز، نظارت بر تأسیس و فعالیت آموزشگاه‌های آزاد روزنامه‌نگاری و گرافیک مطبوعاتی را برعهده دارد.

## انتشارات
انتشارات دفتر مطالعات و برنامه‌ریزی رسانه‌ها با ۱۸ سال فعالیت مستمر در امر چاپ و نشر کتاب در حوزه ارتباطات، امروز یکی از انتشارات مطرح و قابل عنایت در این حوزه با بیش از ۱۰۰ عنوان کتاب است که ۱۸ عنوان آن مرتب و بارها به تجدید چاپ رسیده‌است، و با کتاب‌های به روز و جدید در این حوزه، همچنان پر ثمر و پر تکاپو به فعالیت انتشارتی خود ادامه می‌دهد و برای آینده نیز کتاب‌های بسیار مفیدی در برنامه کار دارد.
برخی از مهمترین کتابهای منتشر شده در این دفتر عبارتند از: 
جریان بین‌المللی اطلاعات - گزارش و تحلیل جهانی نوشته حمید مولانا با ترجمه یونس شکرخواه
روشهای مصاحبه خبری نوشته مهدی محسنیان‌راد
انحصار رسانه‌ها نوشته بن. باگدیریان با ترجمه داود حیدری
خبر نوشته یونس شکرخواه
حقوق مطبوعات: بررسی تطبیقی مبانی حقوقی آزادی مطبوعات و مقررات تاسیس و انتشار آنها  نوشته کاظم معتمدنژاد
مخاطب‌شناسی نويسنده دنیس مک‌کوایل  با ترجمه  مهدی منتظرالقائم
درآمدی بر نظریه ارتباطات جمعی نويسنده دنیس مک‌کوایل  با ترجمه پرویز اجلالی
تجربه‌های ماندگار در گزارش‌نویسی نويسنده جان‌سی. کری با ترجمه علی‌اکبر قاضی‌زاده
حقوق ارتباطات نويسنده کاظم معتمدنژاد
فتوژورنالیسم نويسنده کنت کوبر  با ترجمه اسماعیل عباسی

## کتابخانه
کتابخانه تخصصی دفتر مطالعات و برنامه‌ریزی رسانه‌ها در اسفند ماه سال ۱۳۷۵، پس از ادغام "مرکز آموزش رسانه‌هاً با "دفتر مطالعات و برنامه‌ریزی رسانه‌ها " به عنوان یکی از واحدهای مرکز فعالیت خود را آغاز کرد.

### فضای کتابخانه
مساحت کتابخانه ۲۱۵ متر مربع است. از این مقدار ۱۲۰ مترمربع به سالن مطالعه و مخزن کتاب‌ها اختصاص داده شده‌است. تلاش طراحان بر این بوده‌است که وسایل و تجهیزات کتابخانه به استانداردهای جهانی نزدیک باشد.